# Sonam Tenzing
Sonam Tenzing (ur. 20 października 1986) – bhutański piłkarz występujący na pozycji obrońcy, ośmiokrotny reprezentant Bhutanu, grający w reprezentacji od 2009 roku.

## Kariera klubowa
Tenzing od początku swojej kariery jest związany z indyjskim klubem Buddhist Blue Stars.

## Kariera reprezentacyjna
Sonam Tenzing gra w reprezentacji od 2009 roku; rozegrał w reprezentacji 8 oficjalnych spotkań; w żadnym z nich nie udało mu się zdobyć gola.